# Neofelis diardi
La pantera nebulosa de Borneo (Neofelis diardi) es una especie de mamífero carnívoro de la familia Felidae de tamaño medio endémica de Borneo, Sumatra y las cercanas islas Batu. Recientemente, se ha hecho una publicación de esta especie, con el nombre "pantera nebulosa de Borneo" por la World Wide Fund for Nature (WWF) el 14 de marzo de 2007. Los naturalistas ya la conocían desde el siglo XIX, aunque, no obstante esto, recientemente se la clasifica como una especie nueva (2006), habiendo sido considerada como una subespecie de la pantera nebulosa (Neofelis nebulosa).

## Anatomía y comportamiento
Su pelaje es marcado con formas irregulares ovales negras semejantes a nubes, de ahí su nombre común. Posee un cuerpo achaparrado, con un peso de entre 12 y 25 kg. Es el mayor félido de Borneo. De patas cortas, flexibles, largas uñas, es un animal muy sólido. Sus caninos tienen 5 cm de longitud, más largos que cualquier panterino (félido) de su género (neofelis) existente, en proporción con el tamaño de su cabeza. Su cola puede llegar a ser tan larga como su cuerpo, aportándole equilibrio.
Los hábitos de esta especie son poco conocidos debido a las propias características nocturnas y huidizas. Se cree que es un animal solitario.

## Distribución
Se encuentra en Borneo y Sumatra. La especie habitaba también en Java, pero se encuentra extinta en esta isla desde el Neolítico.

## Etimología e historia taxonómica
A pesar de su piel manchada, la pantera nebulosa de Borneo no se relaciona estrechamente con el leopardo. La especie fue nombrada Neofelis diardi en honor al naturalista y explorador francés el siglo XIX Pierre-Médard Diard.[cita requerida] El nombre autóctono, "Macan Dahan" en indonesio y "Harimau Dahan" en malayo (también registrado históricamente en Sumatra) significa "tigre de ramas y árboles".
La especie fue luego registrada como una subespecie de la pantera nebulosa, llamándola Neofelis nebulosa diardi. Dos artículos en la revista Current Biology detallaban un caso fuerte de reclasificación y redefinición en dos distintas especies de Neofelis nebulosa, en Asia, y Neofelis diardi, en el archipiélago Malayo.[cita requerida] Un estudio en el Reino Unido por Andrew C. Kitchener detalla a su vez, las variaciones geográficas en la pantera nebulosa, indicando una separación de dos especies.[cita requerida] Los resultados de un análisis morfométricos del pelaje de cincuenta y siete ejemplares de pantera nebulosa muestreados del género cosmopolita, permitieron concluir que había dos distintos grupos morfogénicos, difiriendo primariamente en el tamaño de las marcas del pelaje "nublado". Otro estudio de Valerie A. Buckley-Beason cita evidencia molecular para distinguir niveles de especies de pantera nebulosa, aunque el estudio solo usó muestras de ADN de poblaciones de Borneo, excluyendo a las poblaciones de Sumatra. Se encontraron diferencias genéticas en los análisis moleculares (ADN mitocondrial, secuencias de ADN nuclear, variaciones de microsatélite, y diferencias citogenéticas) de la especie diferentes de la pantera nebulosa. Los análisis genéticos en Neofelis nebulosa y en Neofelis diardi sugieren que las dos especies divergieron hace 1,4 millones de años atrás, después que los animales usaron el ahora sumergido puente de tierra para alcanzar Borneo y Sumatra desde Asia continental.

## Conservación
Debido a la dificultad de estudiarlo por sus hábitos nocturnos y sigilosos, no existe una medición del tamaño de su población. Sin embargo, algunos estudios estiman su población entre cinco mil a once mil en Borneo, y de tres mil a siete mil en Sumatra.[cita requerida] En los países originarios, está prohibida su caza, pero muy poco se hace para el control de la caza ilegal.

## Galería

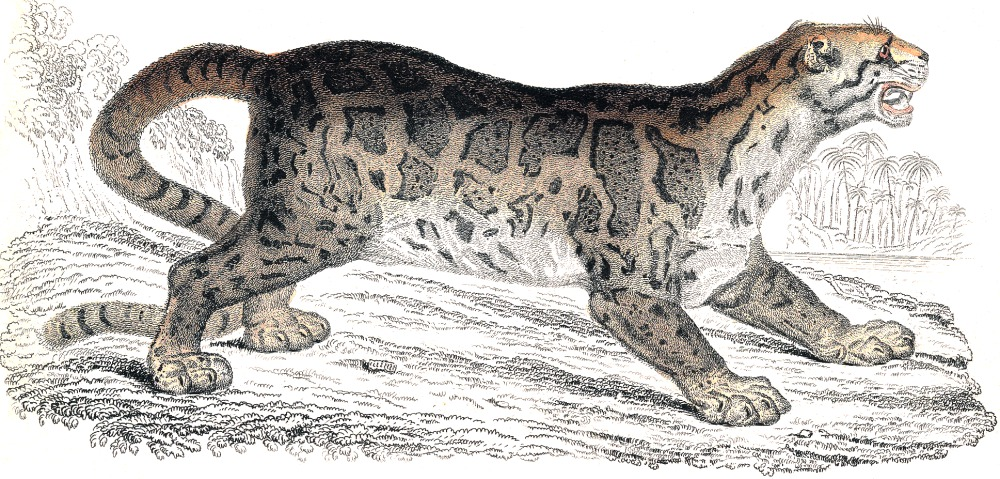
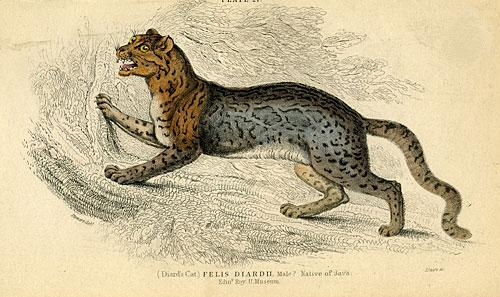
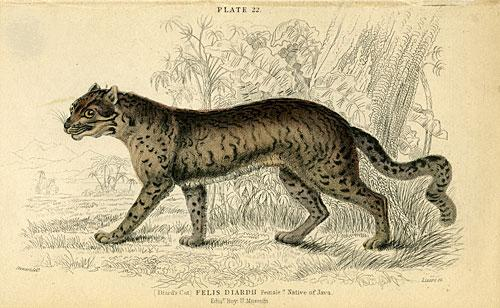